# Siaya (hrabstwo)
Siaya – hrabstwo w południowo-zachodniej Kenii, na obszarze dawnej prowincji Nyanza. Jego stolicą i największym miastem jest Siaya. Według Spisu Powszechnego z 2019 roku liczy 993,2 tys. mieszkańców. Większość mieszkańców stanowi lud Luo.
Siaya graniczy z następującymi hrabstwami: Busia na północy, Kakamega na północnym wschodzie, Vihiga na wschodzie, Kisumu na południowym wschodzie, oraz z Jeziorem Wiktorii na południu i zachodzie. 

## Topografia
Wysokość hrabstwa wzrasta z 1140 m nad brzegiem jeziora Wiktorii do 1400 m nad poziomem morza na północy. W hrabstwie jest kilka wzgórz, takich jak Mbaga, Odiado, Akala i inne. Rzeki Nzoia i Yala przemierzają hrabstwo i wpływają do jeziora Wiktorii przez bagno Yala. Rzeki te, jak i jezioro Kanyaboli mają ogromny potencjał do nawadniania i służenia rozwoju rolnictwa. 

## Religia
Struktura religijna w 2019 roku wg Spisu Powszechnego:
- protestantyzm – 45,5%
- niezależne kościoły afrykańskie – 23,9%
- katolicyzm – 22,9%
- pozostali chrześcijanie – 4,2%
- islam – 0,5%
- pozostali – 3%.

## Podział administracyjny
Hrabstwo Siaya składa się z sześciu okręgów:
- Ugenya,
- Ugunja,
- Alego Usonga,
- Gem,
- Bondo,
- Rarieda.